# Synagoge Archshofen (Creglingen)

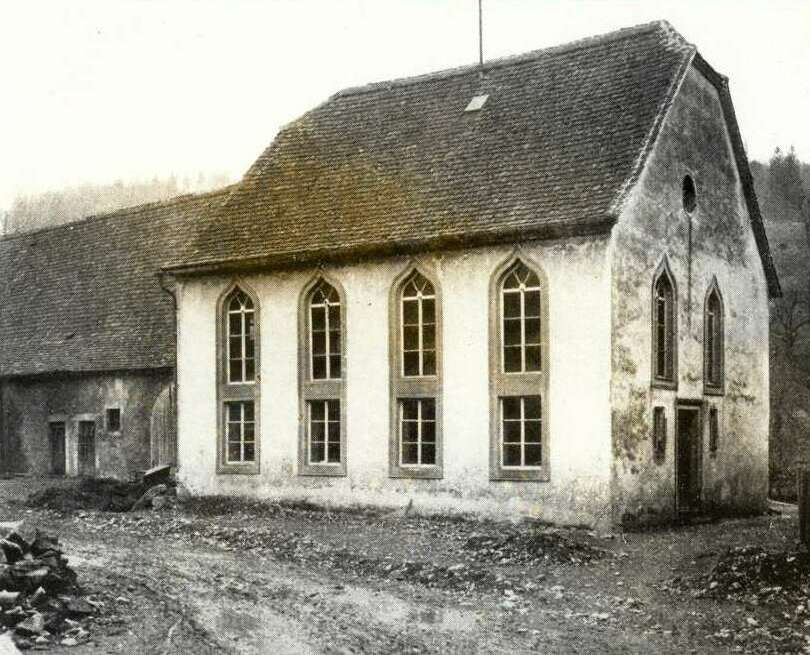
Synagoge in Archshofen (1932)

Die Synagoge in Archshofen, einem Stadtteil von Creglingen im Main-Tauber-Kreis im Norden Baden-Württembergs, wurde  1796/97 errichtet.

## Geschichte
Im Jahr 1865 wurde die Synagoge umgebaut, erweitert und renoviert. Die Kosten für die Bauarbeiten betrugen 4100 Gulden, von denen  die Gemeinde Archshofen einen Teil als Bauholz aus dem Gemeindewald beisteuerte. Bis Mitte der 1920er Jahre wurden trotz der klein gewordenen Gemeinde noch Gottesdienste abgehalten.   
In der Pogromnacht 1938 wurde das Synagogengebäude verwüstet. Das Gebäude diente der Gemeinde Archshofen ab 1941 als Lagerraum, später als Feuerwehrmagazin und als Gemeinschaftsraum der Vereine. Seit einigen Jahren ist das Synagogengebäude Vereinsheim der Kleintierzüchter.